# Combre
Combre est une commune française située dans le département de la Loire en région Auvergne-Rhône-Alpes.

## Géographie

### Climat
Pour des articles plus généraux, voir Climat d'Auvergne-Rhône-Alpes et Climat de la Loire.
En 2010, le climat de la commune est de type climat des marges montargnardes, selon une étude du Centre national de la recherche scientifique s'appuyant sur une série de données couvrant la période 1971-2000. En 2020, Météo-France publie une typologie des climats de la France métropolitaine dans laquelle la commune est exposée à un climat de montagne ou de marges de montagne et est dans la région climatique Nord-est du Massif Central, caractérisée par une pluviométrie annuelle de 800 à 1 200 mm, bien répartie dans l’année.
Pour la période 1971-2000, la température annuelle moyenne est de 10,7 °C, avec une amplitude thermique annuelle de 16,3 °C. Le cumul annuel moyen de précipitations est de 849 mm, avec 10,7 jours de précipitations en janvier et 7,4 jours en juillet. Pour la période 1991-2020, la température moyenne annuelle observée sur la station météorologique de Météo-France la plus proche, « Fourneaux », sur la commune de Fourneaux à 10 km à vol d'oiseau, est de 11,7 °C et le cumul annuel moyen de précipitations est de 900,1 mm,. Pour l'avenir, les paramètres climatiques de la commune estimés pour 2050 selon différents scénarios d'émission de gaz à effet de serre sont consultables sur un site dédié publié par Météo-France en novembre 2022.

## Urbanisme

### Typologie
Au 1er janvier 2024, Combre est catégorisée commune rurale à habitat dispersé, selon la nouvelle grille communale de densité à sept niveaux définie par l'Insee en 2022.
Elle est située hors unité urbaine. Par ailleurs la commune fait partie de l'aire d'attraction de Roanne, dont elle est une commune de la couronne,. Cette aire, qui regroupe 88 communes, est catégorisée dans les aires de 50 000 à moins de 200 000 habitants,.

### Occupation des sols
L'occupation des sols de la commune, telle qu'elle ressort de la base de données européenne d’occupation biophysique des sols Corine Land Cover (CLC), est marquée par l'importance des territoires agricoles (90,5 % en 2018), en diminution par rapport à 1990 (100 %). La répartition détaillée en 2018 est la suivante : 
prairies (84,1 %), zones urbanisées (9,5 %), zones agricoles hétérogènes (6,4 %). L'évolution de l’occupation des sols de la commune et de ses infrastructures peut être observée sur les différentes représentations cartographiques du territoire : la carte de Cassini (XVIIIe siècle), la carte d'état-major (1820-1866) et les cartes ou photos aériennes de l'IGN pour la période actuelle (1950 à aujourd'hui).

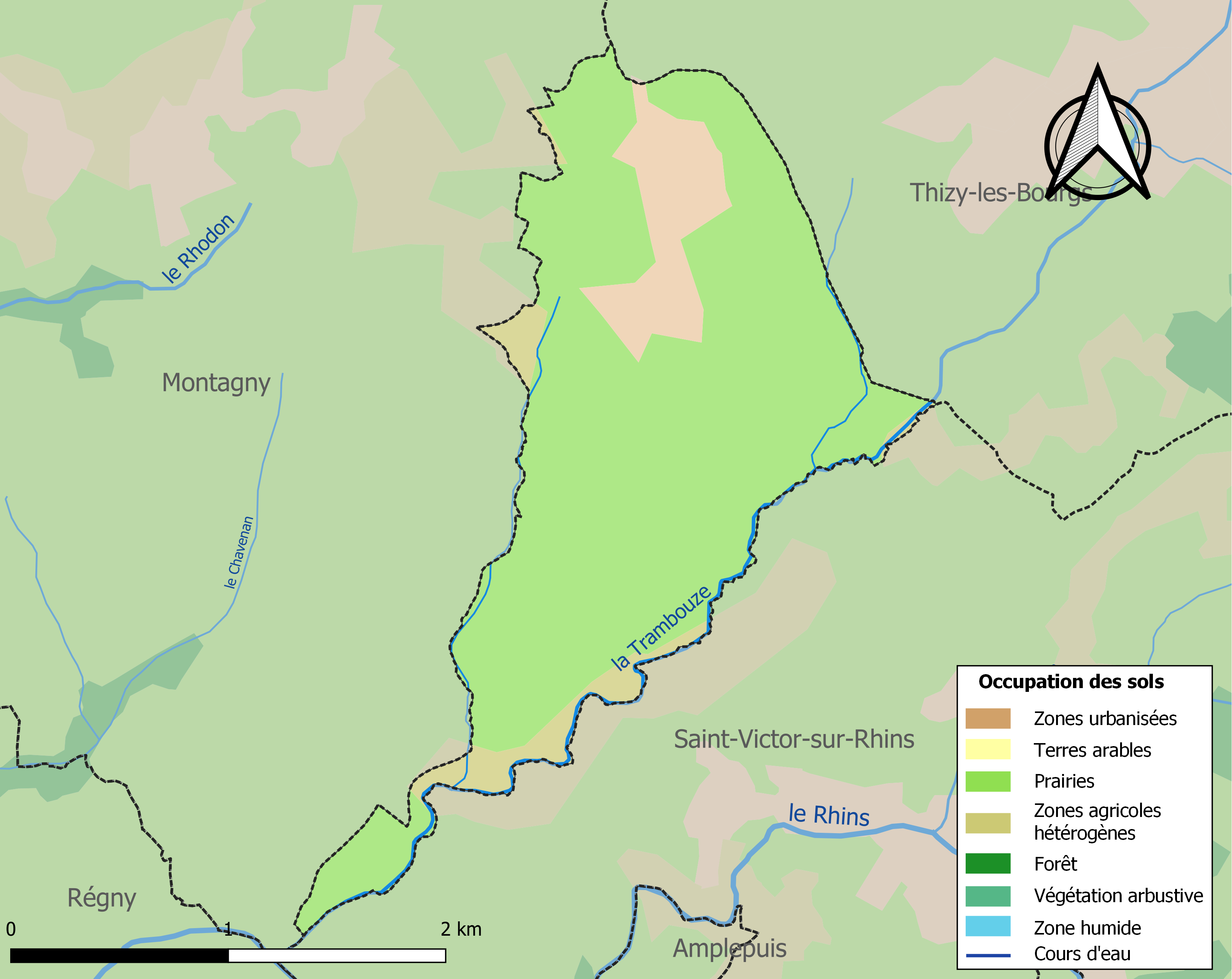
Carte des infrastructures et de l'occupation des sols de la commune en 2018 (CLC).

## Histoire
Depuis le 1er janvier 2013, la communauté de communes du Pays de Perreux dont faisait partie la commune s'est intégrée à la communauté d'agglomération Roannais Agglomération.
Dans les très anciens manuscrits de Cluny, la première lecture que l'on a du village est "Combros"., venant vraisemblablement du latin « complere » qui signifie combler un vide, entasser, édifier, superposer, ce qui implique une idée de tas, de sommet, d’élévation. Ce qui se révèle assez juste pour le village qui couronne une colline à 460 mètres d’altitude !
Quand César conquiert la Gaule, Combre est en Ségusie, c’est-à-dire occupée par les Ségusiaves, tribu gauloise, avec Feurs pour capitale.
Au Xème siècle, un petit sanctuaire est érigé au sommet de la colline, par les moines de l’Abbaye de Cluny. Plus tard, l’église sera dédiée à Saint-Étienne.
Au XIIIème siècle, Combre est une enclave des Comtes du Forez face à leurs rivaux, les Sires de Beaujeu. Puis le village va dépendre de la Chatellenie de Thizy en Beaujolais. Les vestiges de cette époque se trouvent au hameau de « La Farge » : ancienne Maison Forte avec ses tours carrées (aujourd’hui disparues), permettant de se défendre contre les envahisseurs.
Peu de documents ont résisté à l’époque révolutionnaire ; ceux qui ont échappé aux flammes nous indiquent que Combre n’a pas été soustrait au courant de l’histoire …
Les premiers enregistrements des naissances, mariages et décès, datent de 1628, le premier cadastre de 1818. Ce dernier nous révèle l’existence de 10460 pieds de vigne !
En effet, nos ancêtres « combrésiens » vivaient de l’agriculture, de l’élevage, de la chasse, mais aussi de la vigne.
En 1856, Combre compte 537 habitants, chiffre connu le plus élevé.
Le premier garde-champêtre est nommé en 1844. L’ancienne église qui menaçait ruine est détruite en 1850 et un nouveau sanctuaire est reconstruit au même endroit.
En 1848, commence l’épopée des mines d’anthracite qui va durer jusqu’en 1921, avec 13 000 000 kg de charbon extraits du gisement de Chalan.
Le XIXème siècle verra se développer des ateliers de tissage à domicile, souvent en complément de l’activité agricole. Une usine de tissage fonctionnera de 1907 à 1967.
Le puits, sur la place de l’église, vient alimenter en eau la population du bourg à partir de 1885. La première automobile arrive en 1917. L’électricité éclaire le Bourg et Chalan en 1928, et 5 ans plus tard les fermes excentrées. Combre entre peu à peu dans l’ère moderne …..

## Blasonnement
| Blason | Blasonnement : De gueules à la cotice ondée d’argent, accompagnée en chef d’un dauphin d’or et en pointe d’un arc du même versé et posé en bande. |

## Politique et administration
| Période                                  | Période                   | Identité                                       | Étiquette | Qualité |
| ---------------------------------------- | ------------------------- | ---------------------------------------------- | --------- | ------- |
| Les données manquantes sont à compléter. |                           |                                                |           |         |
| mars 2001                                | mars 2008                 | Claude Darcy                                   |           |         |
| janvier 2009                             | En cours (au 25 mai 2020) | Alain Rossetti, Réélu pour le mandat 2020-2026 |           |         |

## Démographie
L'évolution du nombre d'habitants est connue à travers les recensements de la population effectués dans la commune depuis 1793. Pour les communes de moins de 10 000 habitants, une enquête de recensement portant sur toute la population est réalisée tous les cinq ans, les populations de référence des années intermédiaires étant quant à elles estimées par interpolation ou extrapolation. Pour la commune, le premier recensement exhaustif entrant dans le cadre du nouveau dispositif a été réalisé en 2005.

En 2022, la commune comptait 413 habitants, en évolution de −6,14 % par rapport à 2016 (Loire : +1,32 %, France hors Mayotte : +2,11 %).
| 1793 | 1800 | 1806 | 1821 | 1831 | 1836 | 1841 | 1846 | 1851 |
| ---- | ---- | ---- | ---- | ---- | ---- | ---- | ---- | ---- |
| 470  | 399  | 549  | 484  | 527  | 521  | 530  | 577  | 545  |

| 1856 | 1861 | 1866 | 1872 | 1876 | 1881 | 1886 | 1891 | 1896 |
| ---- | ---- | ---- | ---- | ---- | ---- | ---- | ---- | ---- |
| 537  | 557  | 529  | 497  | 495  | 467  | 454  | 442  | 414  |

| 1901 | 1906 | 1911 | 1921 | 1926 | 1931 | 1936 | 1946 | 1954 |
| ---- | ---- | ---- | ---- | ---- | ---- | ---- | ---- | ---- |
| 388  | 361  | 319  | 246  | 235  | 228  | 203  | 190  | 218  |

| 1962 | 1968 | 1975 | 1982 | 1990 | 1999 | 2005 | 2006 | 2010 |
| ---- | ---- | ---- | ---- | ---- | ---- | ---- | ---- | ---- |
| 177  | 169  | 151  | 182  | 267  | 283  | 352  | 346  | 421  |

| 2015 | 2020 | 2022 | - | - | - | - | - | - |
| ---- | ---- | ---- | - | - | - | - | - | - |
| 436  | 419  | 413  | - | - | - | - | - | - |

## Culture locale et patrimoine

### Lieux et monuments
- Église Saint-Étienne de Combre.
- Le vieux puits de Combre